# Pumpkin Fest

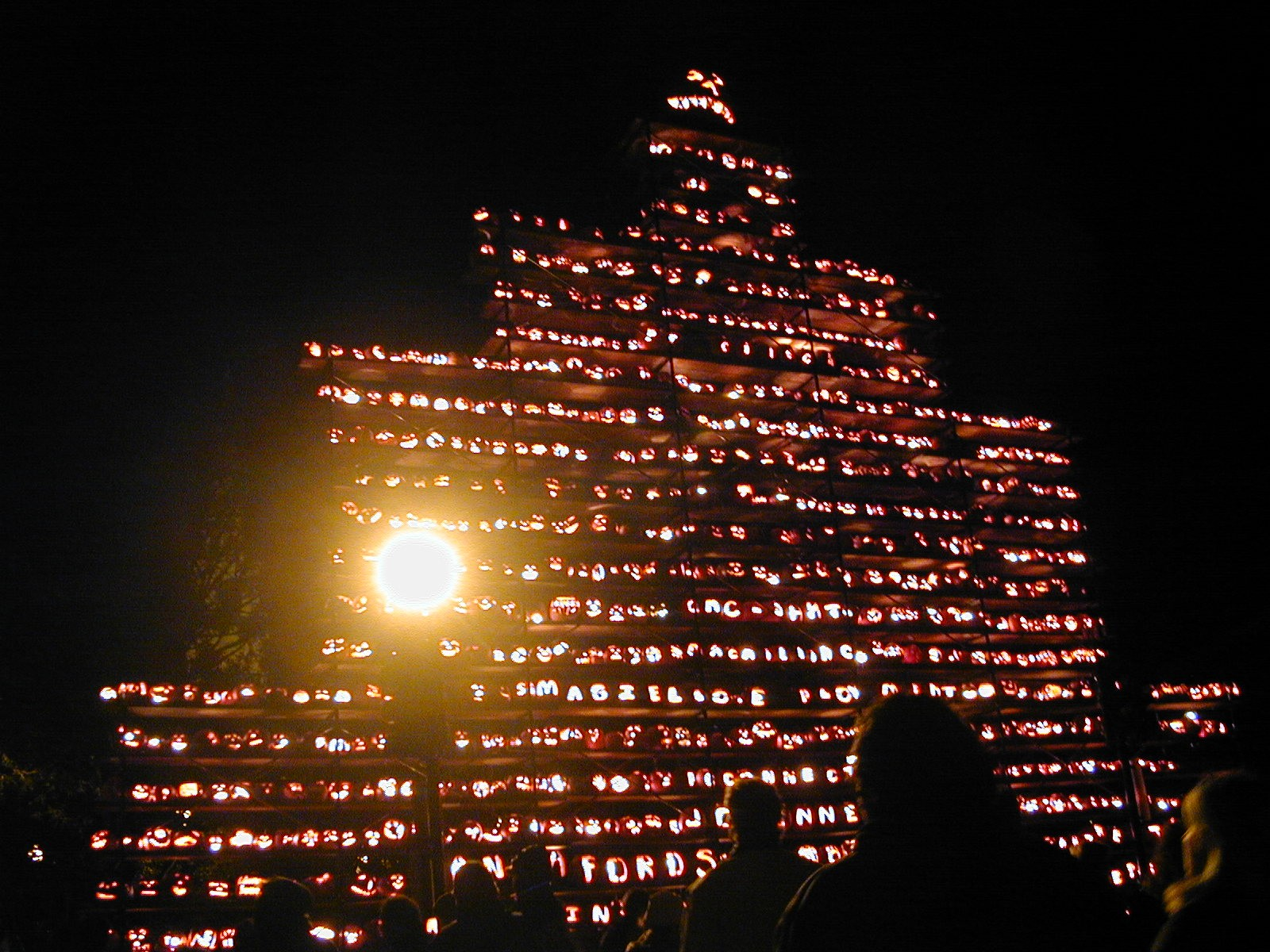
Pumpkin Fest w 2000 roku

Pumpkin Fest – coroczny festiwal organizowany w okresie Halloween w Keene (New Hampshire), w stanie New Hampshire, w hrabstwie Cheshire. Miasto oświetlają świeczki w wydrążonych dyniach.